# Hestabeinahæð
Hestabeinahæð är en kulle i republiken Island. Den ligger i regionen Västfjordarna, 180 km norr om huvudstaden Reykjavík. Toppen på Hestabeinahæð är 408 meter över havet.
Trakten runt Hestabeinahæð är nära nog obefolkad, med mindre än två invånare per kvadratkilometer. Det finns inga samhällen i närheten. Trakten runt Hestabeinahæð består i huvudsak av gräsmarker.